# Rame (album)
Pour les articles homonymes, voir Rame.
Albums de Alain Souchon
Toto 30 ans, rien que du malheur...
(1978) Alain Souchon en public
(1981)
Rame est le cinquième album studio d'Alain Souchon sorti en 1980. Avec le précédent, l'inspiration du duo formé avec Laurent Voulzy atteint son apogée, avec des titres sombres et remplis de désillusion (Rame, On s'aime pas, Petit, Manivelle), parfois presque désespérés (On s'ennuie), mais contrebalancés par un humour ironique (Tout m'fait peur, Marchand de sirop).
L'album est certifié disque d'or pour plus de 100 000 exemplaires vendus en France.

## Titres
Toutes les paroles sont écrites par Alain Souchon.
| 1.    | On s'aime pas               | Laurent Voulzy | 4:20 |
| 2.    | Jonasz (avec Michel Jonasz) | Laurent Voulzy | 2:13 |
| 3.    | Marchand de sirop           | Laurent Voulzy | 3:47 |
| 4.    | Petit                       | Alain Souchon  | 2:57 |
| 5.    | Tout me fait peur           | Laurent Voulzy | 3:56 |
| 6.    | Rame                        | Laurent Voulzy | 4:04 |
| 7.    | On s'ennuie                 | Alain Souchon  | 2:30 |
| 8.    | Aurore                      | Laurent Voulzy | 3:00 |
| 9.    | Manivelle                   | Laurent Voulzy | 3:03 |
| 10.   | Courrier                    | Alain Souchon  | 1:55 |
| 32:43 |                             |                |      |